# Opération Soberanía

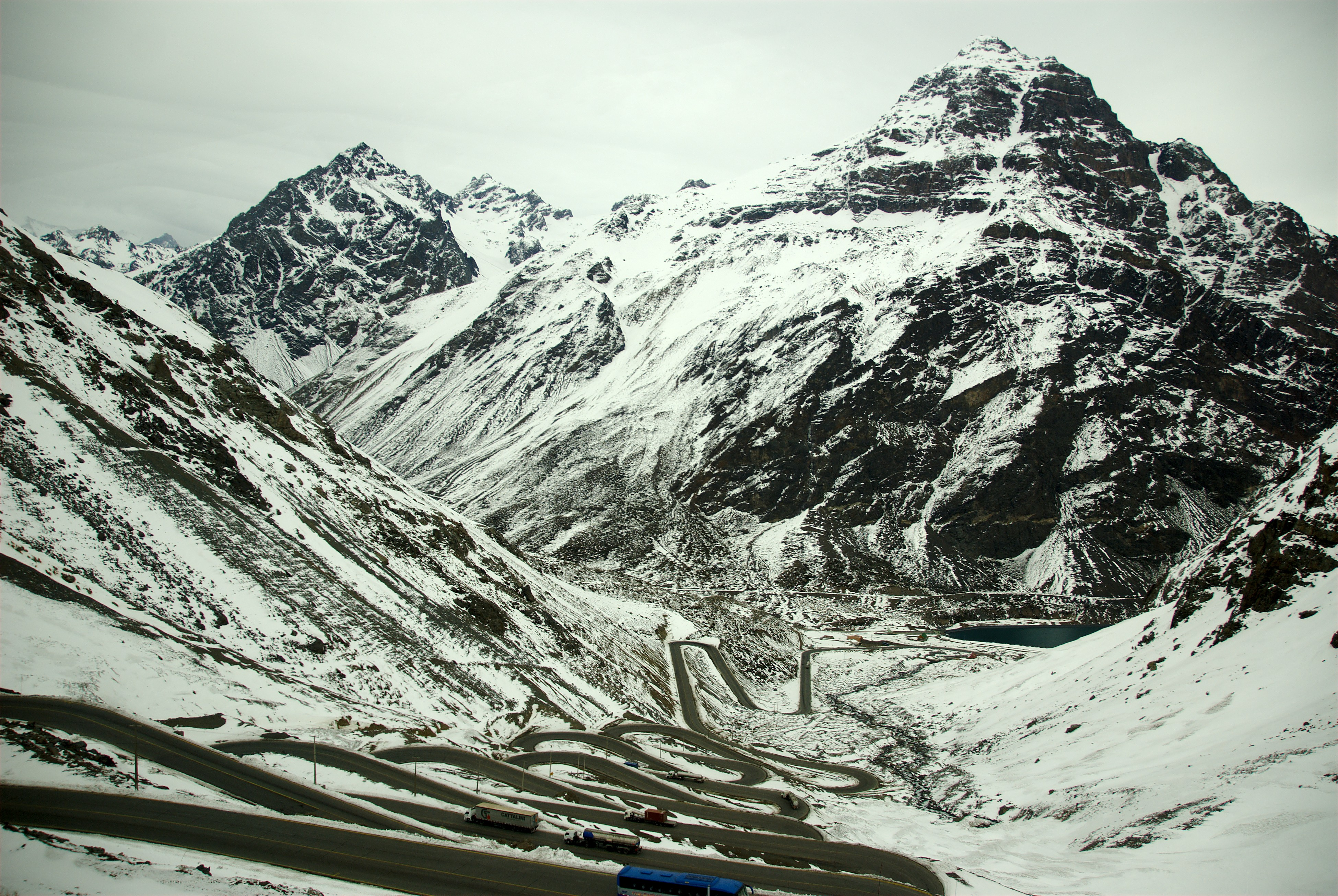
Côté chilien du principal col entre l'Argentine et le Chili

Operación Soberanía ou Operativo afianzamiento de la soberanía (littéralement « Opération Souveraineté » ou « Opération affirmation de la souveraineté ») est le nom de code du plan de d'invasion du Chili que la junte militaire argentine voulut mettre à exécution dans les derniers jours du mois de décembre 1978, mais qui fut suspendu au dernier moment par l'intervention du pape Jean-Paul II.
Pour trouver une solution au conflit de souveraineté sur les îles et les droits maritimes dans la zone du canal Beagle, l'Argentine et le Chili s'accordent en 1971 à recourir à l'arbitrage du gouvernement du Royaume-Uni, arbitre désigné formellement dans le Tratado General de Arbitraje du 28 mai 1902, mais qui ne pouvait seulement qu'accepter ou rejeter l'échec d'un tribunal nommé d'un commun accord entre les deux pays. En se basant sur le droit international, les juges rendirent leur sentence le 22 mai 1977 attribuant les îles Picton, Nueva et Lennox au Chili. En 1978, le gouvernement argentin déclare nulle la Sentence arbitrale de 1977 (es) et ordonne la mobilisation de son armée pour obliger le Chili à laisser ce jugement de côté et à négocier une solution au conflit qui soit plus favorable à l'Argentine. Ne parvenant pas à atteindre ces objectifs par la voie de la négociation, l'Argentine planifie une guerre d'agression contre le Chili,,,,,,,,,,,. 
La situation chilienne paraît alors délicate. Face à un pays dont la population était presque trois fois plus importante, avec un revenu par tête plus important et une position géographique plus avantageuse, le Chili devait en outre faire face à un embargo sur la vente d'armes, de la part de ses pourvoyeurs traditionnels – les États-Unis et les pays d'Europe occidentale – à la suite des violations des Droits de l'homme commises par le régime militaire d'Augusto Pinochet, ce qui compliquait encore la défense de son territoire.

## L'état des forces militaires en présence
À la suite de l'assassinat d'Orlando Letelier, les États-Unis décrètent un embargo sur les armes contre le Chili, le Kennedy Amendment, aggravé par la suite par le International Security Assistance and Arms Export Control Act of 1976 (par la suite, cet Amendment sera également appliqué à l'Argentine). Ainsi, l'Allemagne fédérale se refusait désormais de vendre des armes au Chili : l'hebdomadaire allemand Der Spiegel en page 31 de son édition du 6 mars 1978 dans un article consacré à la politique officielle en termes de ventes d'armes disait :
| « …seit 1974 verhalf Bonn zudem den Streitkräften fast aller südamerikanischer Meeresanreiner (Ausnahme: Chile) zu stärkerer Seetüchtigkeit… » | « […] depuis 1974, Bonn a contribué au renforcement de la capacité maritime des marines de guerre de presque tous les pays côtiers sud-américains (à l'exception du Chili) […] » |

L'Autriche refuse alors également de vendre des armes au Chili. Alors que dans le même temps, aussi bien l'Autriche que l'Allemagne vendent des armes à l'Argentine sans restrictions particulières. Les États-Unis maintenaient également de bonnes relations avec l'Argentine en remerciement de sa coopération dans la lutte contre les guérillas en Amérique centrale.
Plusieurs pays européens continueront à vendre des armes à l'Argentine pendant la phase la plus dangereuse du conflit. En décembre 1978, lorsque la menace d'une guerre était évidente, les chantiers navals allemands Blohm + Voss acceptèrent de construire pour Argentine quatre destroyers et, la même année, la France vend et livre deux corvettes de classe d'Estienne d'Orves avec des missiles Exocet, baptisées Good Hope et Transvaal, construites à l'origine pour le gouvernement sud-africain qui n'avaient pas pu être livrées en raison de l'embargo décrété par l'ONU contre ce pays. Ces deux corvettes sont renommées par l'Argentine, ARA Drummond (P-31) (es) et ARA Guerrico (P-32) (es).
Pour autant, cette différence quantitative en termes d'armement était atténuée par certains facteurs tels que :
- Le fait que la défense d'un territoire implique moins de risques que l'attaque[16] ;
- Les interventions continues des forces armées argentines en politique depuis les années 1930 avaient réduit de manière conséquente ses capacités professionnelles[17], alors qu'à l'inverse, le Chili possédait l'avantage d'avoir des forces de défense professionnelles et était doté de lignes de logistique et de communication de qualité[18],[19],[20],[21]
- L'armée attaquante devait traverser la cordillère en passant par des passages connus par les défenseurs et ces derniers pouvaient choisir le terrain sur lequel les affrontements auraient lieu[22].

S'il était évident que l'Argentine possédait davantage de matériel de guerre et des forces plus nombreuses, le rapport de force était inférieur à 3 contre 1, de plus un grand nombre de soldats argentins étaient inexpérimentés ce qui, en résumé, amoindrissait considérablement ses chances de victoire.
D'après le rapport Rattenbach (es), la déroute eut comme cause la suprématie matérielle et organisationnelle de l'ennemi, mais également des erreurs et tergiversations internes des forces armées argentines et des dirigeants politiques de la République d'Argentine.
Selon Raúl Héctor Castro, ambassadeur des États-Unis à Buenos Aires en 1978, les officiers supérieurs argentins considéraient que la guerre serait facile à remporter : « Ellos suponían que iban a invadir Chile, Santiago, especialmente. Les parecía algo muy fácil ; una cuestión de cruzar la frontera y que los chilenos se iban a dar por vencidos. Y yo les decía : No, no, se equivocan. Ellos tienen una armada mejor que la de ustedes. Están bien armados, son muy fuertes » (en français : Ils pensaient qu'ils allaient envahir le Chili, Santiago, en particulier. Cela leur paraissait facile ; qu'ils n'avaient qu'à traverser la frontière et que les Chiliens allaient se rendre d'eux-mêmes. Et je leur disais : "Non, non, vous vous trompez. Ils ont une armée meilleure que la vôtre. Ils sont bien armés, ils sont très forts.").
Augusto Pinochet, au contraire, prévoyait une guerre longue et d'usure : « Una guerra de montonera, matando todos los días, fusilando gente, tanto por parte de los argentinos como por nuestra parte, y al final, por cansancio, se habría llegado a la paz » (en français : Une guerre de Montoneros, faisant tous les jours des morts, avec des fusillés tous les jours, aussi bien par les Argentins que par nous, et, finalement, par lassitude, nous arriverons à la paix).

## Le plan d'action

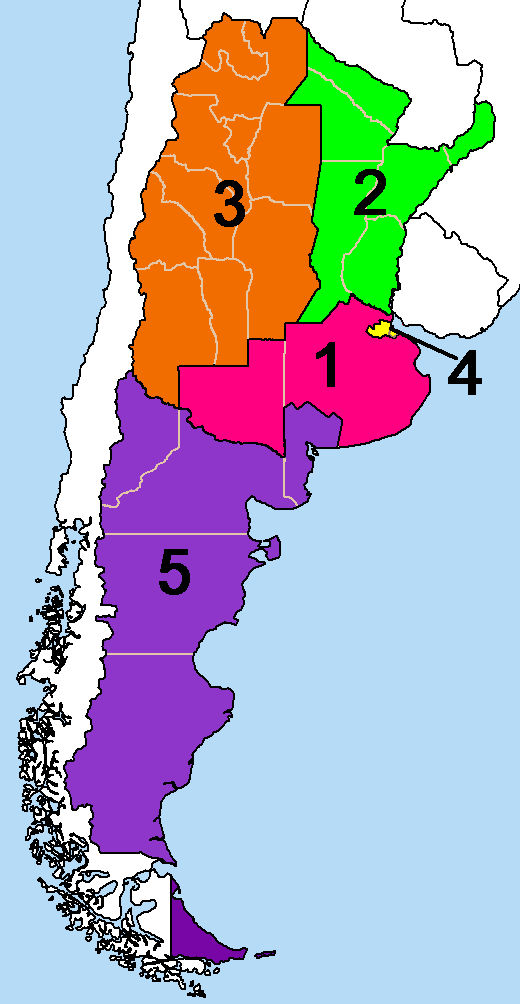
Organisation militaire de l'Argentine entre 1975 et 1983, chaque zone correspond à un Corps d'armée.

Il n'existe ni déclarations ni documents officiels argentins sur l'existence de l'Operativo Soberanía ; pourtant, la quantité de témoignages à tous les niveaux de la société argentine est telle, que l'existence de cette opération ne peut être mise en doute. Néanmoins, il est difficile d'établir les conditions, fins et moyens prévus par ces concepteurs à partir des expériences personnelles de ses protagonistes.
L'attaque devait être précédée par une plainte argentine fallacieuse devant le Conseil de sécurité des Nations unies de l'occupation militaire des îles situées au sud du canal Beagle par le Chili.
Les Forces armées argentines débarqueraient sur ces îles et, dans l'hypothèse où les forces d'élite chilienne qui étaient chargées de leur protection, offraient une résistance, une invasion du territoire continental du Chili serait déclenchée, en cherchant le long de la frontière le point qui offrirait le moins de résistance, l'objectif étant de couper le pays en deux pour contraindre le Chili à accepter les conditions argentines.
Dans la nuit du 21 au 22 décembre 1978, après plus de vingt jours passés en haute mer et après avoir reporté au moins une fois le début des hostilités, les navires argentins chargés de troupes et de matériel de débarquement se mettent en route vers la zone de conflit pour déclencher l'opération amphibie et établir la souveraineté argentine sur ces îles.
Dans « La estrategia nacional y militar que planificó Argentina, en el marco de una estrategia total, para enfrentar el conflicto con Chile el año 1978 », Rubén Madrid Murúa signale que l'Operativo Soberanía fut élaborée par l’État-major conjoint des Forces Armées argentines sous le nom de Planeamiento Conjunto de Operaciones Previstas contra Chile.
Le concept stratégique du plan, dont le but était d'atteindre l'objectif politique de s'approprier les îles situées au sud du canal du Beagle, était basé sur deux hypothèses :
1. Que le Chili se rendrait rapidement après le début des opérations militaires en préparation ; et
2. Que le Chili accepterait les revendications territoriales formulées par l'Argentine, à la suite de quoi les troupes argentines se retireraient du territoire chilien occupé à la suite de l'offensive trans-andine.

Par la suite, une Directiva Estratégica Militar est élaborée, laquelle est approuvée par la junte militaire, et qui établissait le « concept général de la guerre » (en espagnol : concepto general de la guerra), l'« objectif politique de guerre belliqueuse » (en espagnol : objetivo político de guerra bélico et l'« organisation des forces » (en espagnol : organización de las fuerzas).
En annexe à ce plan, d'autres plans furent mis sur pied parmi lesquels un « plan de mobilisation » (Plan de Movilización), un « plan de renseignement » (Plan de Inteligencia) et un « plan d'intrusion » (Plan de Intrusión). Ce dernier comprenait l'occupation par la flotte argentine (Flota de mar [Flomar]) et l'infanterie de marine des îles, dont les îles Wollaston et le cap Horn, avant l'Heure H, c'est-à-dire, avant que ne débute l'offensive sur le continent.
Comme il était anticipé que cette action offensive allait provoque une réaction immédiate de l'ONU, des États-Unis et d'autres pays, les militaires argentins prévoyaient de lancer une opération la « plus rapide et violente » possible, avec pour objectif de se rendre maîtres de la plus grande portion du territoire chilien possible en peu de jours pour, par la suite, accepter un cessez-le-feu qui préserverait un statu quo, qui serait imposé par l'ONU, mais qui placerait l'Argentine dans une « position de force » pour négocier par la suite et obtenir la souveraineté sur les îles revendiquées. Forte de ces objectifs, l'Argentine était disposée à accepter une force de maintien de la paix des Nations unies pour séparer les deux armées.
Une autre éventualité envisagée par le plan, était la possibilité que le Pérou, qui se réarmait depuis plusieurs années en prévision d'une guerre éventuelle,, intervienne dans le conflit aux côtés de l'Argentine. À cet égard, un plan élaboré par le général péruvien Edgardo Mercado Jarrín (en), considéré comme le principal théoricien militaire du Pérou, aurait existé. Ce plan prévoyait une offensive militaire contre le Chili, après que l'Argentine ait initié les hostilités et se soit emparée des îles australes. Il a été prouvé depuis que des fonctionnaires de l'ambassade d'Argentine à Lima s'entretinrent avec le chancelier péruvien José de la Puente Radbill (es) pour convaincre ce dernier de signer un accord secret avec l'Argentine contre le Chili. De La Puente, au lieu d'accepter, leur rappela qu'un siècle auparavant, l'Argentine avait refusé de souscrire Traité secret de 1873 (es) et que pendant que le Pérou et la Bolivie luttaient contre le Chili pendant la guerre du Pacifique, l'Argentine, profitant de cette situation désavantageuse pour le Chili, s'était emparée de la Patagonie. Par la suite, De La Puente portera à la connaissance du chancelier chilien Hernán Cubillos (es) le contenu de la proposition argentine, et l'assurera que le Pérou n'interviendrait pas si l'Argentine déclarait la guerre au Chili.
Concernant la Bolivie, les militaires argentins envisagèrent également la possibilité que ce pays se joigne à l'offensive argentine, étant donné la revendication permanente d'obtenir un accès à ce « plan d'intrusion » (en espagnol : mar metafísico) dont parlait l'amiral Emilio Massera de l'Armada argentina.
Le 14 décembre 1978, la mobilisation des forces régulières des trois armes et la phase de mobilisation partielle des réservistes.

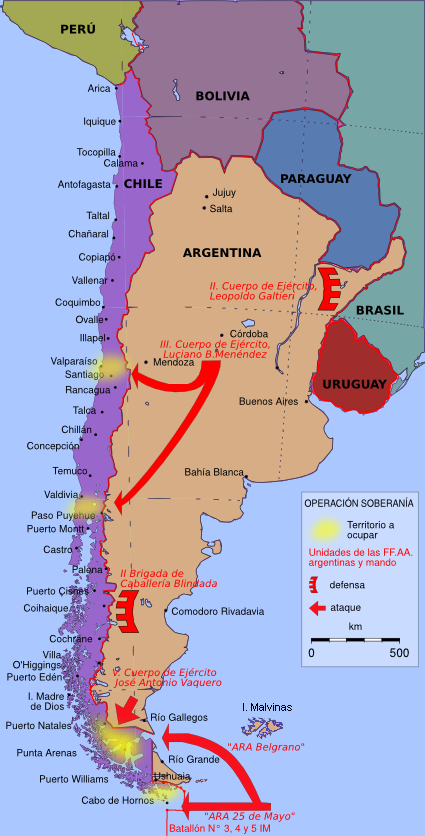
Disposition des Forces Armées argentines pour l'attaque du Chili en 1978 pendant l'Operación Soberanía.

L'offensive argentine sur le Chili devait se dérouler de la sorte :
1. À partir de 20 h 0 (H-2) du Jour J, le 22 décembre 1978 (22.22:00.DIC.978 en jargon militaire), la Flomar et l'infanterie de marine (bataillon no 5) occuperaient les îles Freycinet, Herschel, Wollaston, Deceit et Horn.
2. À 22 h 0, l'Heure H, la Flomar et l'infanterie de marine (bataillon no 3 et no 4) occuperaient les Lennox, Nueva et Picton, prenant par ailleurs le contrôle du canal Beagle.
3. L'offensive terrestre débuterait à 24 h 0 (Heure H + 2). Le Ve Corps d'Armée attaquerait depuis la zone de Santa Cruz et essayerait de conquérir le plus de territoire chilien possible dans la région patagonienne. Simultanément, la Fuerza Aérea Argentina mènerait à bien des bombardements stratégiques.
4. Par la suite, à 6 h 0 (H+8) du 23 décembre 1978 (23.06:00.DIC.978) la Fuerza Aérea de Chile devait être détruite au sol par des bombardements.

Dans une phase ultérieure, le plan prévoyait de lancer une offensive conduite par le IIIe Corps d'Armée, dans la zone du Paso Los Libertadores-Paso Maipo et du Paso Puyehue (aujourd'hui renommé passage Cardinal Antonio Samorè), avec comme objectif de couper les communications au Chili continental. Ce plan comprenait la conquête, avec l'appui de la Flomar, d'une ville du littoral, probablement Puerto Williams, alors que la Fuerza Aérea appuierait les opérations maritimes et terrestres.
D'après ce plan, les forces argentines étaient organisées de la façon suivante :
Ejército de Argentina (Commandant Roberto Viola):
- IIe Corps d'Armée (général Leopoldo Galtieri), dont la mission était de protéger la frontière nord avec le Brésil et repousser toute offensive que ce pays pourrait lancer contre l'Argentine.
- IIIe Corps d'Armée (général Luciano Benjamín Menéndez), dont la mission était, en partant de la zone de Mendoza, de couper les communications dans le centre du Chili, conquérir les environs de Santiago et, si possible, Valparaíso.
- Ve Corps d'Armée (général José Antonio Vaquero), dont la mission était de lancer une offensive stratégique à partir de 24 h 0 (H+2), depuis Santa Cruz, avec pour objectif probable de conquérir Puerto Natales et Punta Arenas. Par la suite, il appuierait le IIIe Corps d'Armée dans sa progression à travers Puyehue en direction du Chili, coupant les communications de la zone centrale avec le sud du territoire chilien.
- Enfin, une réserve (IIe Brigade de cavalerie blindée), dépendant du IIe Corps d'Armée, basée à Comodoro Rivadavia, chargée de prévenir une éventuelle contre-offensive chilienne dans le secteur du río Mayo.

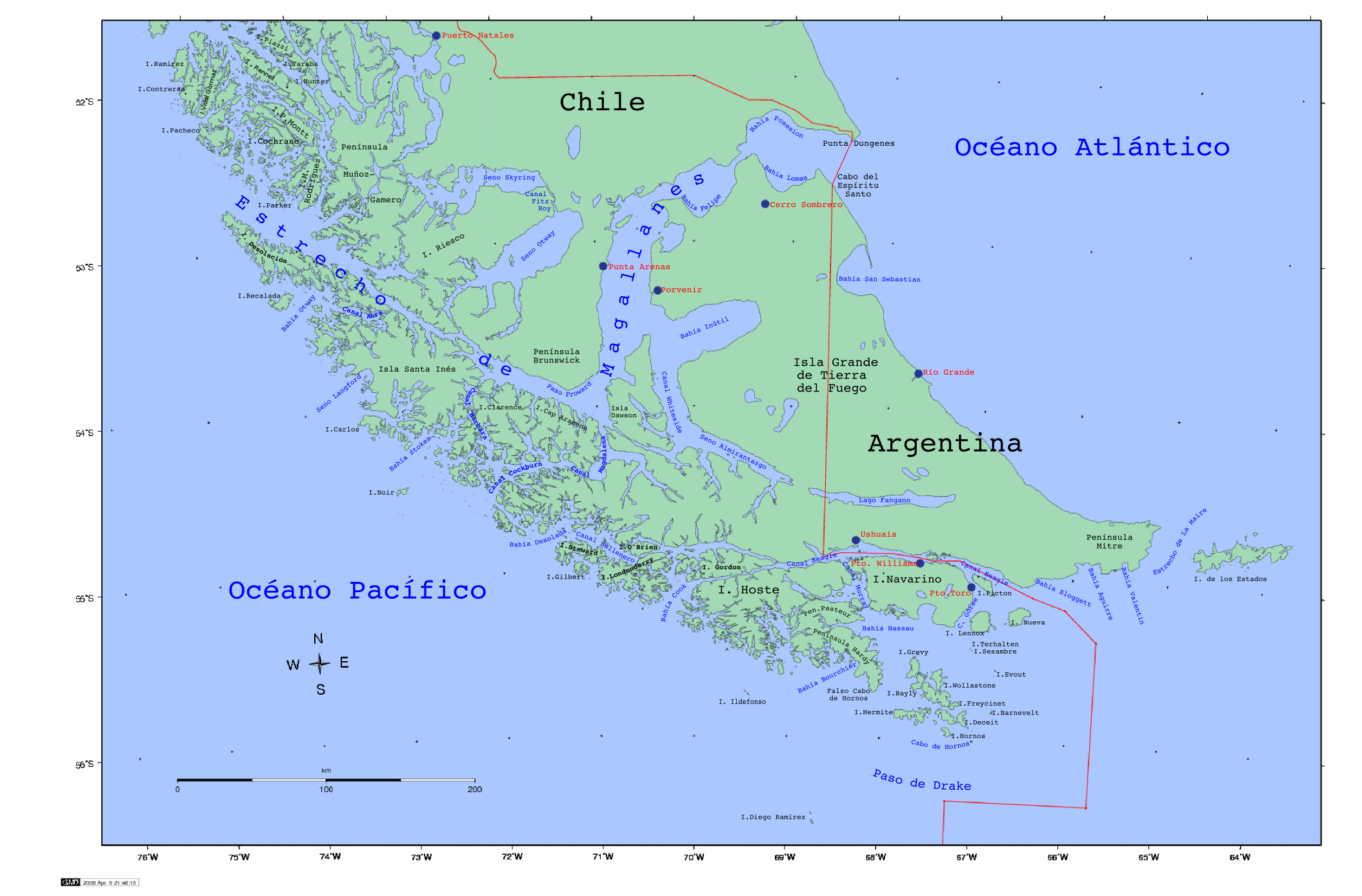
Terre de Feu.

Armada Argentina (Contre-amiral Humberto Barbuzzi) :
La mission de la marine argentine était de s'opposer à la riposte de l'escadre chilienne et d'appuyer la conquête des îles au sud du canal Beagle. Pour mener à bien cette mission, la flotte argentine s'était divisée en trois grupos de tarea (GDT) ou groupes d'intervention :
- Le premier, mené par le PAL (porte-avions Liviano) ARA Veinticinco de Mayo, avec son GAE (Grupo Aéreo Embarcado) au complet composé de 8 Douglas A-4Q, 4 Grumman S-2 Tracker, 4 hélicoptères Sikorsky S-61D4 Sea King et un Alouette) avec le destroyer antimissiles ARA Hércules (D-28) (en) (avec au moins deux missiles MM-38 Exocet) avec les deux corvettes antimissiles Clase A-69 ARA Drummond (P-1) (en), renommée depuis P-31 et ARA Guerrico (P-2) (en) renommée P-32 (chacune armée de quatre missiles MM-38 Exocet), chargées de l'escorte et de la protection des autres bâtiments.
- Le second groupe était mené par le croiseur ARA General Belgrano (C-4) et les destroyers ARA Rosales (D-22), ARA Bouchard (D-26) et ARA Piedra Buena (D-29), les deux derniers étaient armés de 4 missiles MM-38 Exocet ; ce groupe devait couvrir les forces de débarquement présente dans le navire de transport de troupes ARA Cándido de Lasala (Q-43) (en) et dans le navire de transport de chars ARA Cabo San Antonio (Q-42). Ce groupe comprenait également le navire ravitailleur ARA Punta Médanos (B-18) (en) et un autre ravitailleur de YPF (Yacimientos Petrolíferos Fiscales).
- Le troisième groupe d'intervention, composé par l'ARA Py D-27, avec ses quatre missiles MM-38 Exocet, et du reste des bâtiments de la Primera División de Destructores, les destroyers ARA Seguí (D-25) armée lui aussi de quatre missiles MM-38 Exocet, l'ARA Almirante Storni (D-24) et l'ARA Domecq García (D-23).

Le GDT 1 appuierait la conquête des îles en se plaçant à l'embouchure orientale du canal Beagle, alors que le GDT 2, se positionnerait à l'embouchure orientale du détroit de Magellan, et aurait pour objectif de s'emparer d'une ville côtière, probablement Puerto Williams.
Fuerza Aérea Argentina (Commandant Orlando Ramón Agosti)
Les objectifs de l'aviation argentine étaient, premièrement, de lancer des bombardements contre des cibles militaires situées dans les villes de Punta Arenas et Puerto Williams et, deuxièmement, la destruction de la Fuerza Aérea de Chile, en s'inspirant de la technique utilisée par Israël lors de la guerre des Six Jours en 1967.
La Flomar demanda néanmoins en novembre 1978 de pouvoir compter sur un soutien important de la Fuerza Aérea Argentina, en effet, une de ses craintes était que les hélicoptères dont disposait la Marine chilienne, pouvaient leur causer des dégâts importants.

### Pertes envisagées en cas d'attaque
Le plan estimait que les forces engagées par les deux pays dans le conflit s’élevaient à 200 000 hommes. Il prévoyait en outre que les pertes argentines seraient de 5 100 hommes, alors que les pertes chiliennes, si ses troupes adoptaient une posture défensive, ne s'élèveraient qu'à 3 200.
Le journal espagnol El País et le journal argentin La Nación, donneront des estimations comprises entre 30 000 et 50 000 morts en cas de conflit,,.

### Instructions politiques particulières
En préparation de la phase d'occupation des îles, des Instrucciones Políticas Particulares para la Zona Austral para la Etapa Posterior a la Ejecución de Actos de Soberanía en las Islas en Litigio (en français : Instructions Politiques Particulières pour la Zone Australe pour l’Étape Postérieure à l'Exécution des Actes de Souveraineté dans les Îles en Litige) sont rédigées. Ces dernières prévoyaient :
- La définition de l'espace géographique sur lequel l'Argentine imposerait ses supposés droits de souveraineté par les armes.
- Les nouveaux droits de navigation que la marine argentine concéderait au Chili.
- La procédure à suivre en cas de refus chilien
- Les réactions à adopter si un bâtiment chilien violait les nouvelles règles de navigation.

## Le déploiement défensif chilien

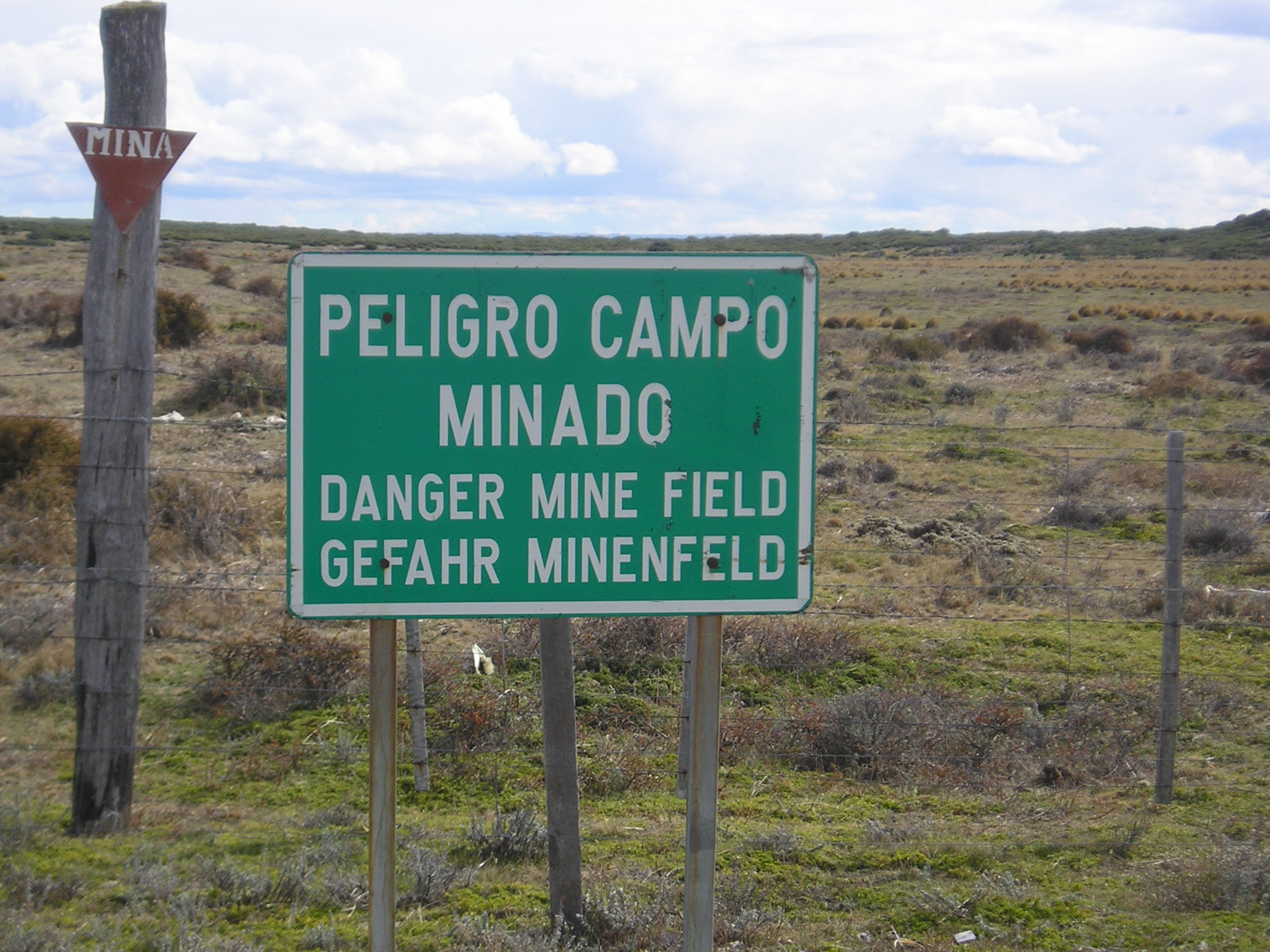
Champ de mines en Terre de Feu, en 2006.

L’état-major chilien, qui avait connaissance aussi bien des mouvements de la flotte argentine comme des lieux dans lesquels étaient concentrées les troupes argentines, avait déployé ses troupes le long de la frontière et les avait placées en alerte maximale. De plus, l'escadre chilienne attendait la flotte argentine dans la mer australe. L'effet de surprise n'aurait pas lieu. Dans l'ouvrage La escuadra en acción, le chef de l'escadre chilienne, le vice-amiral Raúl López Silva, reste évasif sur ce point et n'indique pas précisément s'il attendait la flotte argentine ou s'il avait l'ordre de l'attaquer le premier.
Par ailleurs, le Chili avait posé des mines le long de ses frontières communes avec le Pérou, le Bolivie et l'Argentine dans les années 1970 et certains cols de la cordillère des Andes furent fermés. Les plans défensifs du Chili n'ont à ce jour pas été publiés. Néanmoins, au travers de sources non officielles, des détails de ces plans sont parvenus aux historiens. L'armée chilienne aurait eu recours aux troupes stationnées dans le nord du pays pour lancer une contre-offensive et envahir à son tour le nord de l'Argentine, une stratégie qui reçut le nom de « gancho de izquierda », littéralement « crochet du gauche », qui reposait sur la non-implication de la Bolivie et du Pérou dans la guerre. Si cette offensive n'était pas décisive, elle permettrait d'occuper un vaste territoire très peu peuplé qui médiatiquement et politiquement rendrait insignifiantes les avancées argentines et qui placerait le Chili en position de force pour les négociations futures. Bien que cette option ait entraîné un risque d'amplifier le conflit, elle pouvait se révéler bénéfique pour le Chili.

Les préparatifs chiliens furent mis en œuvre en appliquant le plan stratégique HV3, acronyme de « Hipótesis Vecinal 3 », en référence à la possibilité d'un conflit simultané avec ses trois voisins : l'Argentine, le Pérou et la Bolivie.
En ce qui concerne l'Armée de terre chilienne, la cordillère des Andes était l'obstacle principal à toute invasion, étant donné qu'une incursion de forces importantes devrait obligatoirement se faire en passant par des cols de haute montagne, qui avaient tous été minés et dont la défense avait été organisée côté chilien. De ce fait, toute pénétration en territoire chilien par voie terrestre était hautement risquée, les cols pouvaient être dynamités à tout moment, et les forces de projection pourraient être isolées et détruites.
Dans l'hypothèse d'une invasion de grande ampleur, et en présence d'un contingent important de troupes argentines au Chili, les troupes chiliennes n'auraient pas une profondeur de territoire suffisante pour manœuvrer et, dans certains points du territoire chilien, il aurait été relativement facile pour les Argentins d'atteindre le Pacifique, et de couper le Chili en deux (ou plus) territoires isolés.
Dans ces conditions, l'Armée chilienne aurait dû se résoudre à adopter une tactique de guérilla contre une force d'occupation, suivant l'exemple (alors récent) de la guerre du Vietnam.
Dans la composante navale du plan de défense, la Marine chilienne était techniquement inférieure à la FloMar bien qu'elle ait tout de même présenté une menace sérieuse. En effet, l'Argentine ne disposait pas des cartes maritimes des fjords et des îles chiliennes du Pacifique, ce dont l'escadre chilienne pourrait profiter pour mettre ses bâtiments à l'abri et planifier leurs déplacements, alors que la Flomar ne pourrait que se déplacer en mer ouverte le long de routes maritimes connues où les conditions météorologiques étaient souvent défavorables, comme dans le détroit de Magellan ou en croisant le cap Horn. Prendre une autre route exposait en effet la marine chilienne à un échouage ou à une embuscade. De plus, les sous-marins et les torpilleur chiliens patrouillaient dans les points de passage les plus probables du gros de la flotte argentine, dans le but de couler les barges de débarquement et les navires d'escorte.
L'Armée de l'Air chilienne était elle sensiblement inférieure à celle de l'Argentine aussi bien en nombre qu'en termes de technologie. En outre, étant donné la configuration du territoire chilien, le pays avait une capacité limitée de détection et de défense antiaérienne, ce qui permettait à l'Argentine de pouvoir planifier des attaques aériennes par surprise sur pratiquement tout le territoire et en toute impunité.

## L'ordre d'annuler l'opération
Il n'a pu être déterminé avec certitude si les troupes argentines sont parvenues jusqu'à la frontière avec le Chili continental ou si elles n'ont fait qu'attendre l'ordre d'attaquer. Les sources argentines affirment que les troupes parvinrent à la frontière et qu'elles reçurent l'ordre de se retirer alors qu'elles se trouvaient à proximité immédiate du territoire chilien bien que cela contredise la théorie selon laquelle l'invasion du territoire continental chilien ne serait déclenchée qu'en cas de nécessité. En 2011, Jorge Rafael Videla déclara que le 21 décembre 1978, l'Argentine se considérait déjà en guerre étant donné que la FloMar naviguait déjà en direction du Pacifique, que les avions avaient quitté leurs bases habituelles et que les troupes chargées d'envahir le territoire chilien avaient été mises en alerte : « L'invasion était prévue pour le samedi 23 décembre. Nous ne voulions pas qu'elle coïncide avec Noël »,.
La Armada Argentina ne se rendit pas non plus au lieu de débarquement prévu. Plusieurs heures avant l'heure prévue, elle s'éloigna de la zone.
La puissante tempête qui avait retardé le début des opérations militaires argentines dans la région australe, permit l'arrivée à Buenos Aires de la nouvelle selon laquelle le pape Jean-Paul II avait offert sa médiation pour régler le conflit. Après une heure de discussion, la junte militaire argentine finit par accepter cette médiation papale, laissant de côté la thèse selon laquelle la négociation directe était la seule issue pacifique possible au conflit, et l'ordre de contremarche des troupes et de la flotte fut donné.
La raison pour laquelle l'Argentine finit par annuler l'opération au dernier moment reste aujourd'hui encore inconnue. L'autorité morale du pape Jean-Paul II l'explique sans doute au moins en partie. Le fait que l'Argentine serait certainement perçu, sur le plan international, comme l'agresseur joua également. L'ambassadeur américain à Buenos Aires avait mis en garde la junte militaire sur ce point. Il existe également une rumeur selon laquelle la République populaire de Chine aurait soutenu le Chili avec l'envoi de troupes et d'armement chinois, ce qui aurait provoqué un renversement complet du rapport de force et aurait exposé l'Argentine à une lourde défaite.
Dans son ouvrage Predicting the probability of war during brinkmanship crisis: The Beagle and the Malvinas conflicts, Alejandro Luis Corbacho apporte les précisions suivantes à ce sujet :
| « The newspaper Clarín explained some years later that such caution was based, in part, on military concerns. In order to achieve a victory, certain objectives had to be reached before the seventh day after the attack. Some military leaders considered this not enough time due to the difficulty involved in transportation through the passes over the Andean Mountains. » | « Le journal Clarín expliqua quelques années plus tard qu'une telle précaution était fondée, en partie, sur des questions militaires. Pour remporter une victoire, certains objectifs devaient être atteints avant le septième jour suivant le début de l'attaque. Certains responsables militaires considérèrent qu'ils ne disposaient pas d'assez de temps étant donné les difficultés qu'entrainaient le transport à travers les Andes. » |

et dans la note 46 :
| « According to Clarín, two consequences were feared. First, those who were dubious feared a possible regionalization of the conflict. Second, as a consequence, the conflict could acquire great power proportions. In the first case decisionmakers speculated that Perú, Bolivia, Ecuador, and Brazil might intervene. Then the great powers could take sides. In this case, the resolution of the conflict would depend not on the combatants, but on the countries that supplied the weapons. » | « D'après le Clarín, deux conséquences étaient redoutées. Premièrement, ceux qui doutaient avaient peur d'une régionalisation du conflit. Deuxièmement, en conséquence, ils craignaient que le conflit puisse prendre des proportions qui affecteraient les grandes puissances. En premier lieu, les responsables militaires craignaient que le Pérou, la Bolivie, l’Équateur et le Brésil n'interviennent. Les grandes puissances auraient alors été contraintes de prendre parti. Dans ce cas de figure, la résolution du conflit ne dépendrait plus des combattants mais des pays qui les fourniraient en armes. » |

## Coût économique
L'operation Soberanía fut la conséquence ultime du rejet par l'Argentine de la Sentence arbitrale de 1977 (es) ; cependant, la tension qui perdura y compris après la guerre des Malouines, causera aux deux pays des coûts économiques énormes :
|                     | 1976  | 1977  | 1978  | 1979  | 1980  | 1981  | Total 1976-1981 |
| ------------------- | ----- | ----- | ----- | ----- | ----- | ----- | --------------- |
| Argentine           |       |       |       |       |       |       |                 |
| Dépenses militaires | 2 702 | 2 225 | 2 339 | 2 641 | 2 126 | 2 241 | 14 274          |
| Pourcentage du PNB  | 2.2   | 2.0   | 2.3   | 2.5   | 2.0   |       |                 |
| Chili               |       |       |       |       |       |       |                 |
| Dépenses militaires | 487   | 566   | 713   | 951   | 1 128 | 949   | 4 794           |
| Pourcentage du PNB  | 3.5   | 3.5   | 4.1   | 4.6   | 5.2   |       |                 |

Note : Les dépenses militaires sont exprimées en millions de dollars américains de 1979.

## Conséquences de l'opération Soberanía
En Argentine, certaines voix paraissent confirmer l'idée selon laquelle l'escalade du conflit du Beagle et de la guerre des Malouines eurent pour cause commune la politique extérieure du gouvernement de réorganisation nationale qui gouvernait alors l'Argentine,.
Une grande partie de la société chilienne considèrent que la méconnaissance de la Sentence arbitrale de 1977 et la préparation et mise en œuvre de l'Opération Soberanía par l'Argentine comme un précédent néfaste pour les relations entre les deux pays,,,,,.

### Sources et bibliographie
- (es) Cet article est partiellement ou en totalité issu de l’article de Wikipédia en espagnol intitulé « Operación Soberanía » (voir la liste des auteurs).
- (es) Tabaré Áreas, Santiago Palazzo, « Como se paró la guerra con Chile », dans la revue Somos, 8 juillet 1983.
- (es) General Martín Antonio Balza, Mariano Grondona, Dejo Constancia : memorias de un general argentino, Editorial Planeta, Buenos Aires, 2001,  (ISBN 950-49-0813-6)
- (es) Mario Barros V., « Nuestras relaciones con Argentina » dans Revista de Marina no 842, 1998.
- (es) Francisco Bulnes Serrano, Patricia Arancibia Clavel, La Escuadra En Acción, Editorial Grijalbo, 2004,  (ISBN 956-258-211-6) ;
- (en) Alejandro Luis Corbacho, Predicting the Probability of War During Brinkmanship Crises : The Beagle and the Malvinas Conflicts, Universidad del CEMA, Argentine, document de travail no 244, septembre 2003 ;
- (de) Karl Hernekamp, Der argentinisch-chilenisch Grenzstreit am Beagle-Kanal, Hambourg, Institut für Iberoamerika-Kunde, 1980 ;
- (en) Mark Laudy, The Vatican Mediation of the Beagle Channel Dispute: Crisis Intervention and Forum Building ;
- (es) Rubén Madrid Murúa, La Estrategia Nacional y Militar que planificó Argentina, en el marco de una estrategia total, para enfrentar el conflicto con Chile el año 1978, Memorial del Ejército de Chile, Edición no 471, p. 50-69, Santiago du Chili, 2003 ;
- (es) Ministerio de Relaciones Exteriores de Chile, Relaciones Chileno-Argentinas, La controversia del Beagle. Genève, 1979 ;
- (es) Bruno Passarelli, El Delirio Armado. Argentina-Chile, Editorial Sudamericana, Buenos Aires, 1998 ;
- (en) Luis Alberto Romero (trad. James P. Brennan), Argentina in the twentieth Century, Pennsilvania State University Press, 1994,  (ISBN 0-271-02191-8) ;
- (en) Tribunal arbitral, Beagle Channel Arbitration between the Republic of Argentina and the Republic of Chile : Report and Decision of the Court of Arbitration, 17 february 1977, Nations-Unies, 1977 (lire en ligne)